# Харисса (соус)
Хари́сса (араб. هَرِيسَة‎ hари́сса), также ари́сса — острый пастообразный соус красного цвета из перца чили (иногда высушенного или вяленого) и чеснока с добавлением кориандра, зиры, соли и оливкового масла. Приправа используется главным образом в блюдах тунисской кухни и кухонь других магрибских стран, а также распространена в израильской и европейской кухнях. Для каждой из кухонь существует свой собственный рецепт хариссы, тунисская — самая острая, так как содержит больше всех перца чили. По шкале Сковилла имеет жгучесть 4500-5000 единиц.
Для приготовления хариссы острый перец, чеснок и приправы измельчаются в ступке или при помощи блендера, а затем доводятся до нужной консистенции добавлением оливкового масла. Иногда в пасту добавляют томаты, уксус, мяту, лимонный сок или оливки. Более дорогой вариант хариссы — «розовая харисса» — содержит лепестки розы.
В Тунисе хариссу подают практически к каждому приёму пищи в качестве закуски, часто вместе с оливками и тунцом. Соус используют не только в супах, мясных и рыбных блюдах, подают к кускусу, рису и макаронным изделиям, но порой и на бутербродах к завтраку. В Европе хариссу чаще всего подают к рису, пасте и пицце.
Харисса продаётся в супермаркетах в небольших консервных банках, тубах и стеклянных баночках (иногда в форме порошка).